# Touillon
Touillon is een gemeente in het Franse departement Côte-d'Or (regio Bourgogne-Franche-Comté) en telt 456 inwoners (1999). De plaats maakt deel uit van het arrondissement Montbard.

## Geografie
De oppervlakte van Touillon bedraagt 37,9 km², de bevolkingsdichtheid is 12,0 inwoners per km².
De onderstaande kaart toont de ligging van Touillon met de belangrijkste infrastructuur en aangrenzende gemeenten.

## Demografie
Onderstaande figuur toont het verloop van het inwonertal (bron: INSEE-tellingen).